# أندريس أبت
أندريس أبت (1973 - 12 مارس 2021) سياسي من أوروغواي عمل كعضو في مجلس النواب وعمدة بلدية سي إتش مونتيفيديو.
توفي من مضاعفات كوفيد 19 في 12 مارس 2021.

## السيرة الشخصية
ولد في مونتيفيديو، وكان ابن إيلينا مورغيوندو وهاري أبت. كان لديه أخت.
بدأت حياته السياسية كمستشار محلي في سي سي زذ 5 في بونتا كاريتاس. في عام 2005 دخل مؤقتًا مجلس النواب كبديل لخايمي تروبو. في المجلس التشريعي التالي دخل مرة أخرى كبديل لـ أنا ليا. في الانتخابات البلدية لعام 2015 تم انتخابه عمدة لبلدية مونتيفيديو كجزء من الائتلاف السياسي بين الحزب الوطني وحزب كولورادو. خلال الانتخابات العامة لعام 2019 أيد ترشيح لويس لاكال بو وكان جزءًا من قائمة مجلس النواب، كما اختار الرئيس الحالي غوستافو بيناديس لمجلس الشيوخ، انضم أبت إلى مقعد في المجلس.